# Dwoista Turnia (Dolina Kobylańska)

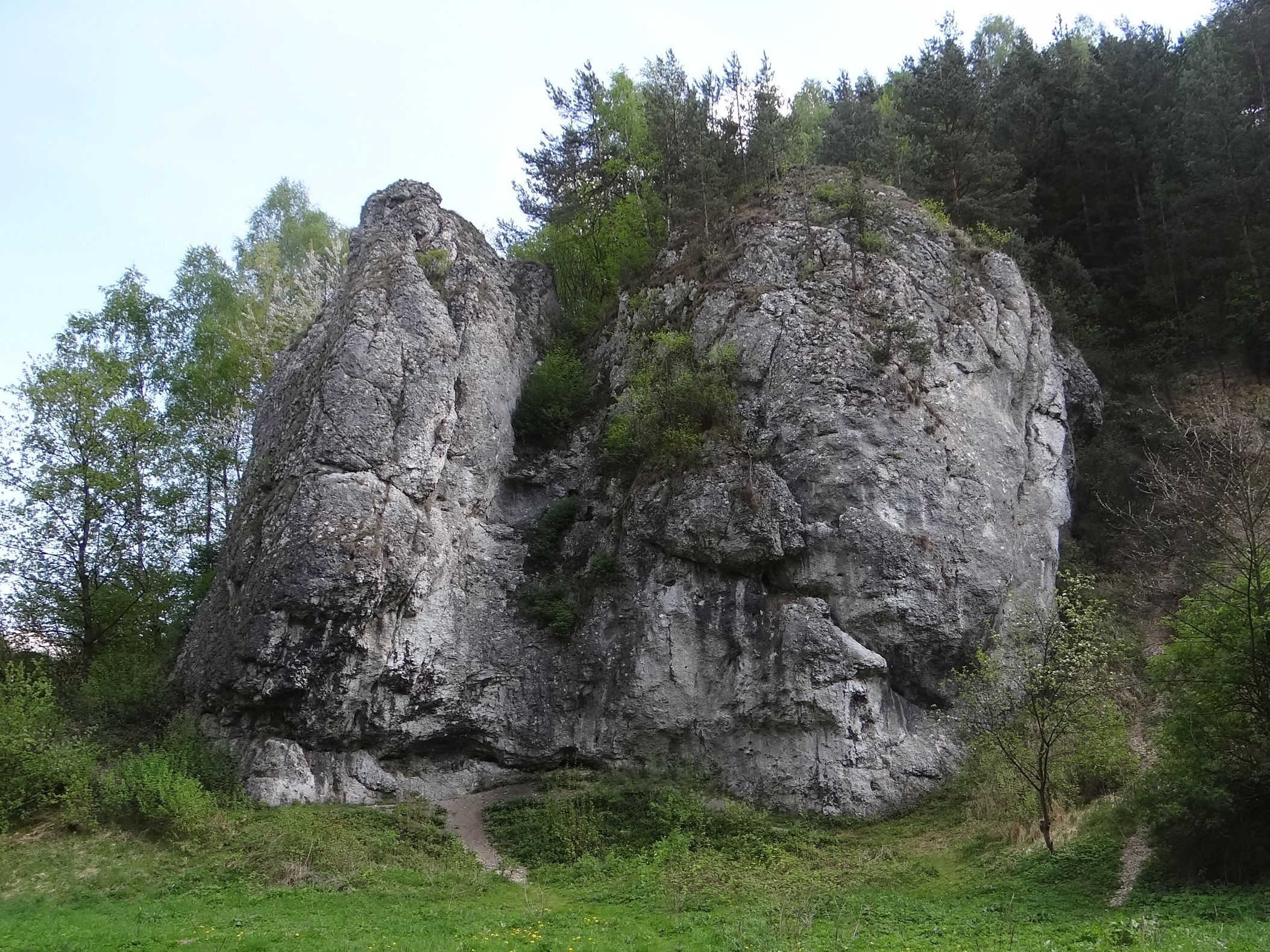
Dwoista Turnia

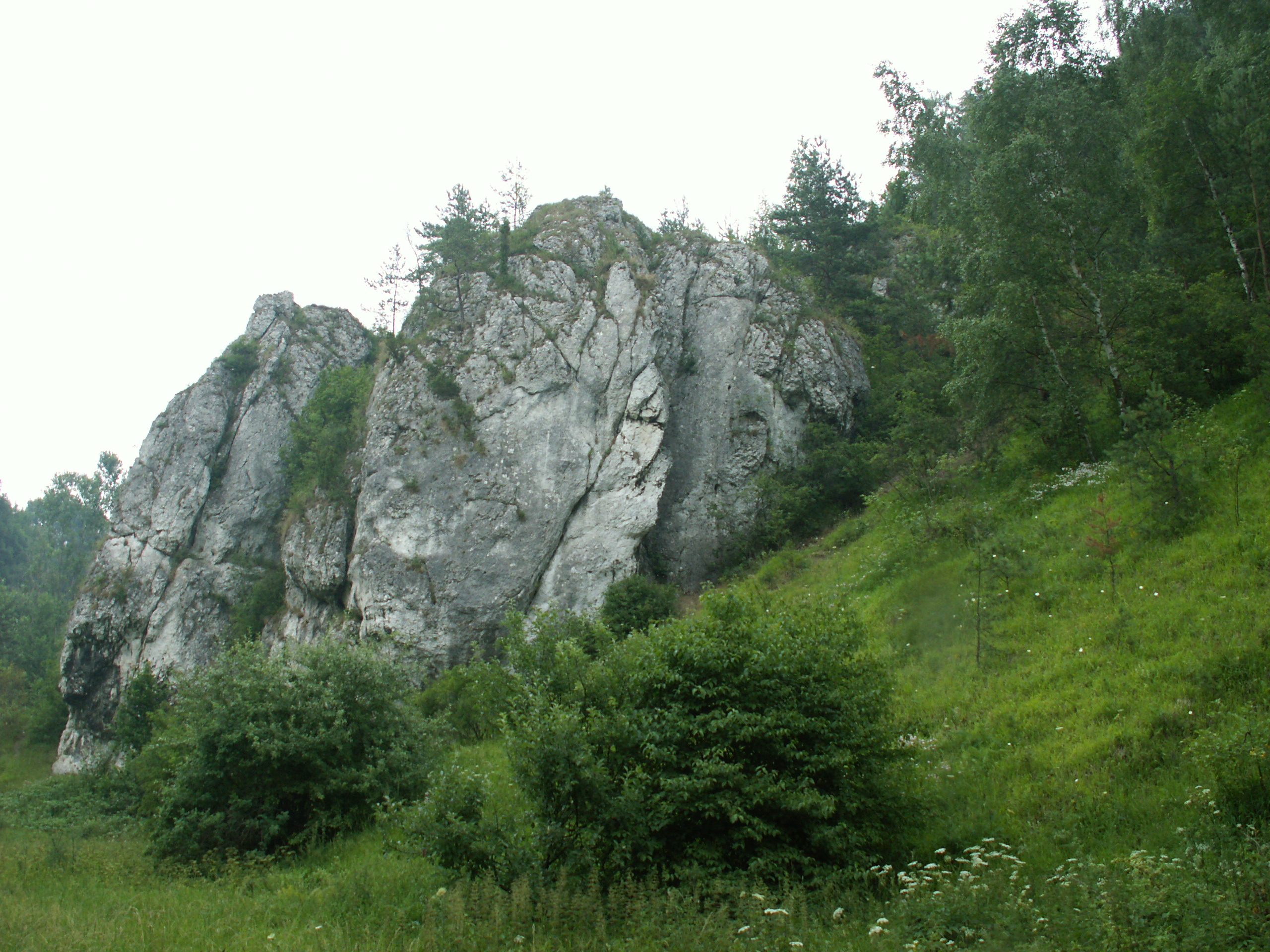

Dwoista Turnia – skała w Dolinie Kobylańskiej na Wyżynie Olkuskiej, w miejscowości Kobylany, w gminie Zabierzów, powiecie krakowskim, województwie małopolskim. Znajduje się w południowej części doliny, u podnóża jej orograficznie lewych zboczy. Przy Dwoistej Turni dolina zakręca na wschód (przy podejściu od dołu w górę doliny).
Dolina Kobylańska jest jednym z najbardziej popularnych terenów wspinaczki skalnej. Skały mają dobrą asekurację{. Zbudowana z wapieni Dwoista Turnia znajduje się tuż przy ścieżce szlaku turystycznego wiodącego dnem doliny. Ma miejscami połogie, miejscami pionowe ściany o wysokości 11–14 m z filarem i zacięciem. Przez wspinaczy skalnych zaliczana jest do Grupy Dwoistej Turni. Na jej południowej i południowo-zachodniej ścianie poprowadzili oni 21 dróg wspinaczkowych o trudności III – VI.5 w skali Kurtyki. Większość z nich ma zamontowane punkty asekuracyjne – ringi (r) i stanowiska zjazdowe (st).

## Drogi wspinaczkowe
1. Kant Malczyka; VI.1, 16 m
2. Zanikająca rysa; VI.1, 16 m
3. Rysa główna; VI.1+, 7r + st, 15 m
4. Znamiona wysiłku tlenowego; VI.2+, 7r + st, 15 m
5. Antydepresant; VI.1, 7r + st, 15 m
6. Antyoksydant; V+, 6r + st, 15 m
7. Dwoista depresja; III, 3r + st, 16 m
8. Projekt (Depresia extension); 5r + 2st, 16 m
9. Ayahuasca; VI.3+, 2r + st, 9 m
10. Okapik Opozdy; VI.1+, 2r + st, 18 m
11. Półokap Opozdy; VI+, 2r + st, 9 m
12. Ozone; VI.1+, 5r + st, 16 m
13. Załupa Malczyka; VI, 8r + st, 18 m
14. Tania droga; VI.5, 6r + st, 18 m
15. Diagonalna rysa; VI+, st, 18 m
16. Przez sosnę; VI, 4r, 18 m
17. Głęboka płyta; VI.1+, 5r + st, 18 m
18. W płytę lot; VI.1, 4r + st, 18 m
19. Komin Górki; III, 16 m
20. Rysio snajper; VI+, 4r + st, 12 m
21. Depresja Barana; VI-, 12 m[3]